# Kárpátok egyezmény
A Kárpátok egyezmény (teljes nevén Egyezmény a Kárpátok védelméről és fenntartható fejlődéséről) a Kárpátok térségéhez tartozó hét ország (Csehország, Lengyelország, Magyarország, Románia, Szerbia és Montenegró, Szlovákia és Ukrajna) között létrejött megállapodás.
Kijevben, 2003. május 22-én az Ötödik „Környezetet Európának” Környezetvédelmi Miniszteri Konferencia keretében fogadták el, majd a rákövetkező év során írta alá az érintett hét ország mindegyike; Magyarországon a Kárpátok védelméről és fenntartható fejlesztéséről szóló keretegyezmény jóváhagyásáról szóló 2118/2004 (V. 21.) kormányhatározat hirdette ki.
Egy keretegyezményről van szó, a konkrét kötelezettségeket a jövőben kidolgozandó jegyzőkönyvek tartalmazzák majd. A jegyzőkönyvek témái: a biológiai és táji sokféleség megőrzése és fenntartható használata, területi tervezés, integrált vízgyűjtő-gazdálkodás, mező- és erdőgazdálkodás, közlekedés és infrastruktúra, turizmus, ipar és energetika, kulturális örökség, környezetértékelés és -monitoring, társadalmi tudatosság és részvétel.
A 2006. január 4-én életbe lépett egyezmény felei 2006 decemberében, Kijevben tartották első találkozójukat, azóta az EU-s finanszírozású Kárpátok-projekt keretében, az Alpok Egyezménnyel partnerségben szakmai munkacsoportok működnek az Egyezményben meghatározott szakterületeken.
| Ország | Aláírás dátuma     | A nemzeti jogba átültetés és ratifikáció ideje és módja | Hatályba lépés dátuma |
| ------ | ------------------ | ------------------------------------------------------- | --------------------- |
| POL    | 2003. november 25. | 2006. február 27., 96/634 állami közzététel             | 2006. június 19.      |
| ROU    | 2003. május 22.    | 2006. október 13., 389/2006 törvény                     | 2007. március 6.      |
| SRB    | 2003. május 22.    | 2007. november 5., 102/7 állami közzététel              | 2008. március 10.     |
| SVK    | 2003. május 22.    | 2004. március 3., 194. kormányhatározat                 | 2006. január 4.       |
| CZE    | 2003. május 22.    | 2005. június 13., elnöki dekrétum                       | 2006. január 4.       |
| UKR    | 2003. május 22.    | 2004. április 7., 1672-IV kormányhatározat              | 2006. január 4.       |
| HUN    | 2003. május 22.    | 306/2005. (XII. 25.) Korm. rendelet                     | 2006. január 4.       |